# Soufiane Touzani
Soufiane Touzani (en arabe : سفيان توزاني), né le 27 octobre 1986 à Rotterdam (Pays-Bas), est un joueur de football freestyle, vidéaste, vloggeur, influenceur, entrepreneur, présentateur et ancien joueur de futsal international néerlandais.
Initialement formé au sein du centre de formation du Feyenoord Rotterdam, puis au HFC Haarlem et au Spartaan'20 (nl), Soufiane Touzani voit sa trajectoire sportive altérée par une blessure dorsale survenue à l'âge de 14 ans, entraînant un abandon de ses aspirations à une carrière footballistique conventionnelle. C'est à ce moment qu'il décide de consacrer pleinement son énergie à populariser le football freestyle. En 2002, à l'âge de 16 ans, la notoriété de Touzani prend véritablement son envol grâce à une vidéo de ses talents en freestyle, partagée sur YouTube et visionnée plus de 100 millions de fois à travers le monde. 
Cette reconnaissance le conduit à réorienter ses perspectives professionnelles, avec des incursions notables chez EA Sports et dans le jeu vidéo FIFA Street. Au fil des années, il élargit ses activités en intégrant les vlogs et les vidéos web, lançant par la suite sa chaîne Touzani TV. Sur cette plateforme, il présente régulièrement des vlogs aux côtés de footballeurs professionnels de renom, jouissant d'une renommée internationale. Plus tard, il inaugure la FC Straat League, un championnat junior de cinq contre cinq impliquant les jeunes espoirs des centres de formation néerlandais, dans le but de promouvoir le football de rue. Cette initiative trouve également un écho sur sa chaîne officielle, en collaboration avec la Johan Cruyff Foundation (nl), dont il est ambassadeur.
Entre 2005 et 2014, Soufiane Touzani s'illustre en tant que joueur de futsal international néerlandais, évoluant au sein de divers clubs tels que le DZS/Team Truva, le Veerhuys/Desko, et le TPP-Rotterdam. En 2007, il est champion de la D2 néerlandaise de futsal, parvenant à être promu en Eredivisie (nl). Sa carrière de futsal le voit également cumuler neuf sélections au sein de l'équipe nationale néerlandaise.
Dès 2008, il devient ambassadeur sportif de Rotterdam, étendant son rôle à celui de représentant de la Cruyff Court (nl). En 2021, en collaboration avec Abderrahim Nnafie, Soufiane Touzani lance la marque de vêtements Touzani Label. Par la suite, il signe un contrat avec la Fédération royale néerlandaise de football pour assurer la couverture médiatique de la sélection néerlandaise lors de la Coupe du monde 2022 en tant que présentateur télévisuel chez NOS.

## Biographie

### Naissance, famille et origines

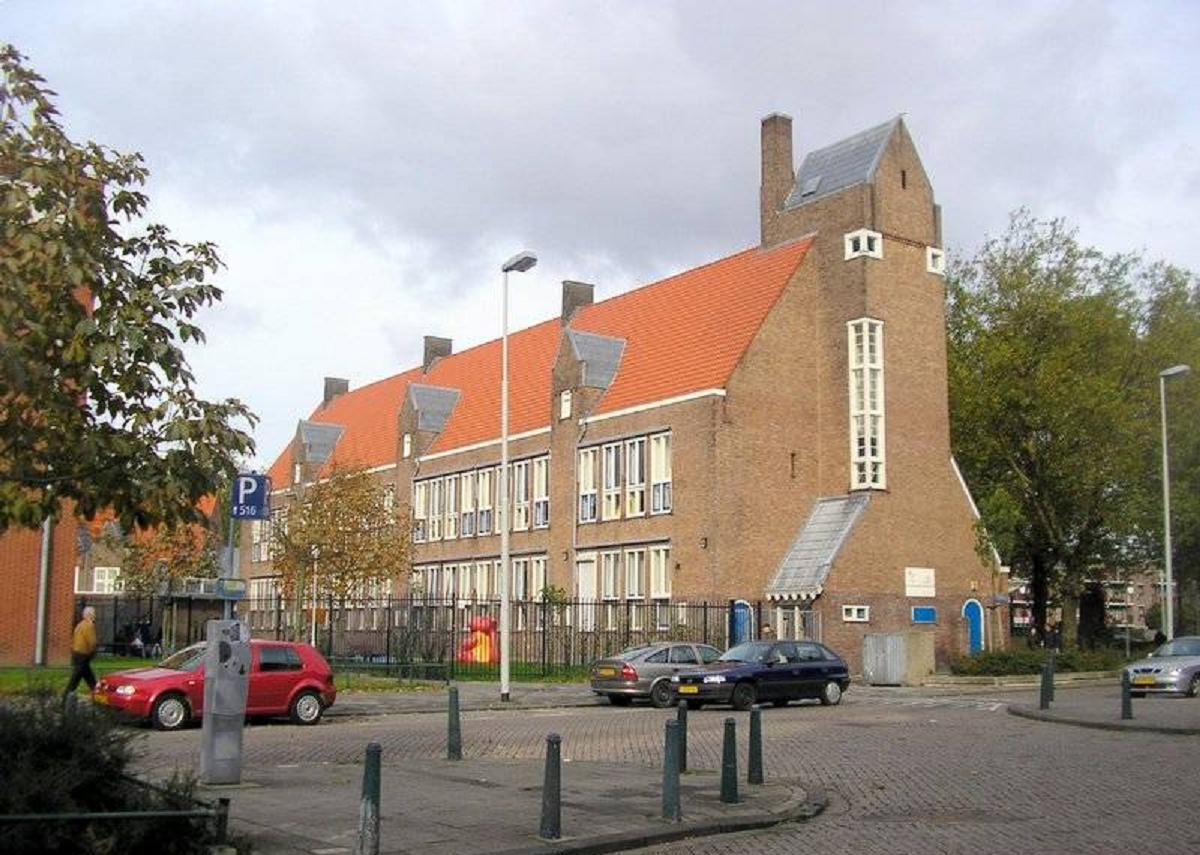
Bloemhof, quartier où a grandi Soufiane Touzani.

Soufiane Touzani naît le 27 octobre 1986 à l'hôpital Dijkzigt de Rotterdam au sein d'une famille marocaine établie à IJsselmonde. Ses grands-parents ont migré aux Pays-Bas depuis le village berbère d'Ait Touzine au nord du Maroc au cours des années 1950, faisant partie des premières familles marocaines de Rotterdam. Sa mère est originaire de Aïn Chifa à quelques kilomètres de Midar. Il grandit dans le quartier de Bloemhof au sud de Rotterdam. Au fil du temps, ses parents se séparent en raison des problèmes de santé de son père, atteint de schizophrénie et de trouble obsessionnel compulsif, le conduisant à une psychose. Par la suite, sa mère se remarie, donnant naissance à un demi-frère et une demi-sœur. La famille effectue des voyages estivaux réguliers à Larache pour rendre visite à la famille du beau-père.
Durant son enfance, Soufiane développe une passion pour Dragon Ball Z, une série qu'il suit assidûment à la télévision. En parallèle, son intérêt pour le football le pousse à s'entraîner fréquemment sur les terrains de Polderplein en compagnie de ses amis de quartier, parmi lesquels figure l'international néerlandais de futsal Koen Zitoen. Il évoque cette période en déclarant : « J'ai abîmé beaucoup de chaussures et j'ai grimpé beaucoup de toits pour récupérer mes ballons. ». Suivant les traces de son frère aîné, Karim Touzani, Soufiane nourrit également l'ambition de devenir footballeur professionnel. À noter que Soufiane est le cousin maternel de Mohamed et Benjamin Bouchouari.

### Football, blessure, popularisation du football freestyle et succès international (1994-2008)
À l'âge de huit ans, Soufiane Touzani amorce son parcours footballistique en intégrant le centre de formation du Feyenoord Rotterdam, puis en rejoignant le club professionnel de l'époque, le HFC Haarlem et le Spartaan'20 (nl).  En 2002, alors qu'il semblait être sur la voie d'une carrière de footballeur professionnel prometteuse, un diagnostic de scoliose, une déformation grave de la colonne vertébrale, vient bouleverser ses perspectives. À la suite d'une opération, au cours de laquelle sa colonne vertébrale a été redressée à l'aide d'une broche en acier, les médecins ont conseillé à Touzani d'abandonner le football,. Toutefois, ils lui ont autorisé la pratique du jonglage avec un ballon. Engagé dans une rééducation, il perfectionne diverses techniques de jonglage, trouvant inspiration chez Diego Maradona. Le terme "freestyle football" émerge au début des années 2000, popularisé notamment par une publicité Nike où Ronaldinho, entre autres, exhibe ses talents à travers un répertoire complexe, démontrant son habileté exceptionnelle.
La diffusion du premier ballon estampillé « freestyle », vendu dans tous les magasins de sport à partir de 2001, marque un tournant dans l'essor de ce sport. Soufiane Touzani devient une figure emblématique, propulsant le freestyle comme une discipline à part entière, se répandant largement sur la toile,. En 2002, son ami Rathinho enregistre une vidéo de ses talents de jonglage, baptisée plus tard sous le nom de chaîne 2Zani, qui devient un succès sur YouTube avec plus de 100 millions de visionnages. Réalisée simplement avec le logiciel Windows Movie Maker, cette vidéo inspire plusieurs futurs freestyleurs, dont Soufiane Bencok et Gautier Fayolle,. À l'âge de 18 ans, Touzani décide de s'inscrire à la Chambre de commerce en tant que joueur de football de rue professionnel.
En 2005, EA Sports l'approche et lui offre un rôle dans le jeu vidéo FIFA Street. Par la suite, il effectue des démonstrations de ses talents dans des clubs de football et des entreprises, attirant de plus en plus d'attention grâce à ses publications sur les réseaux sociaux. Sur YouTube, sa chaîne compte 600 000 abonnés, tandis qu'un million de personnes le suivent sur Instagram. Ses astuces sont adoptées par des joueurs renommés tels que Marcelo et Neymar. Sa notoriété en tant que vlogger lui ouvre les portes de grands clubs, dont la Juventus FC. En été 2008, l'AC Milan l'invite à la présentation de Ronaldinho, nouvellement recruté en provenance du FC Barcelone, où il offre un spectacle de football avec la nouvelle recrue au San Siro. Touzani évoque cette expérience en expliquant : « À San Siro, sans vouloir me vanter, j'étais plus technique que Ronaldinho. Les supporters faisaient énormément de bruit dans les tribunes. En face de moi, Ronaldinho était très étonné de mes gestes techniques. ».

### Futsal: meilleur buteur des Pays-Bas et international néerlandais (2005-2014)
Avec l'approbation de son médecin, Soufiane Touzani se lance dans le futsal à l'âge de dix-huit ans, rejoignant en 2005 le DZS/Team Truva, club basé à Dordrecht évoluant au niveau amateur. Lors de sa première saison 2005-2006, son équipe réalise une performance remarquable en étant promue en Eerste Divisie (nl) (D2 néerlandaise). Durant la saison suivante (2006-2007), faisant ses débuts en D2, Touzani et ses coéquipiers accumulent les succès, parvenant une fois de plus à être promus, cette fois en Eredivisie (nl) en 2007. Dès sa première saison dans l'élite, il se distingue en se plaçant en tête des meilleurs buteurs du championnat de la saison 2007-2008,. Dans des entretiens, Touzani se décrit en déclarant : « Le face-à-face est ma spécialité, mais je sais qu'à un niveau supérieur, d'autres compétences sont requises. ».
Le 28 octobre 2008, il connaît sa première sélection avec l'équipe des Pays-Bas futsal, dirigée par le sélectionneur Vic Hermans, lors d'un match contre l'Angleterre (en). Entouré de joueurs d'expérience tels que Jamal El Ghannouti et Mohammed Attaibi, Touzani hérite du no 11 lors d'un tournoi international en  France (victoire 1-4),,. Un jour plus tard, il est titularisé contre le Montenegro (en) (match nul 1-1).
Le 8 mai 2009, Soufiane Touzani signe pour une saison au Veerhuys/Desko (nl) en Eredivisie, club basé à Veldhoven et finaliste de la précédente BeNeCup,. Sa présence attire l'attention des amateurs de futsal, venus en nombre assister à ses matchs. Cependant, Touzani reste fidèle à ses principes sportifs, déclarant : « Ne vous attendez pas à des 'akka' ou des 'panna' en salle de sport. J'ai parfois l'impression que les gens viennent spécialement pour ça. Mais je ne joue pas dans la rue, je pense plutôt au collectif et je joue de manière fonctionnelle. Cela peut sembler étrange, mais le futsal et le football freestyle sont simplement des disciplines différentes. ».
En juin 2009, il participe à un tournoi international en Chine, inscrivant son premier but international le 19 juin 2009 lors de son premier match contre le pays hôte (victoire 3-5). Au cours de ce tournoi, il participe également aux matchs contre le Japon (défaite 2-3) et l'Iran (victoire 4-3),. Au niveau du club, en fin de saison 2009-2010, il remporte la BeNeCup pour la première fois.
En 2011, il rejoint officiellement le TPP-Rotterdam (nl), club basé dans sa ville natale, signant un contrat de trois saisons et retrouvant plusieurs coéquipiers de la sélection nationale, dont Lahcen Bouyouzan et Karim Mossaoui.
Le 3 octobre 2011, Touzani se distingue en jouant contre son ancien club, le Veerhuys, en marquant le troisième but du TPP (défaite 3-4). Ce même mois, il devient ambassadeur d'un projet du club visant à visiter les quartiers sensibles des Pays-Bas pour éloigner les jeunes de la délinquance et de la criminalité.
Le 7 janvier 2014, âgé alors de 27 ans, il annonce sa retraite du futsal pour se consacrer à ses activités annexes, expliquant : « Je ne peux plus me concentrer à 100% et me donner à fond pour mon club, le TPP-Rotterdam. ». Plus tard encore, il explique à propos de sa période en tant que joueur de futsal : « J'ai dû faire un choix entre une carrière dans le futsal et mon travail dans les réseaux sociaux. Faire les deux en même temps n'était pas vraiment une option. Bien que j'aime ce que je fais actuellement, ce sentiment de compétition me manquera à jamais. ».
Le tableau suivant liste les rencontres de l'équipe des Pays-Bas auxquelles Soufiane Touzani a pris part entre le 28 octobre 2008 et le 21 juin 2009 :
| # | Date             | Ville     | Adversaire | Résultat | Compétition  | Buts | Club           |
| - | ---------------- | --------- | ---------- | -------- | ------------ | ---- | -------------- |
| 1 | 28 octobre 2008  | Caen      | Angleterre | 1 – 4    | Match amical | 0    | DZS/Team Truva |
| 2 | 29 octobre 2008  | Caen      | Montenegro | 1 – 1    | Match amical | 0    | DZS/Team Truva |
| 3 | 25 novembre 2008 | Nijkerk   | Slovaquie  | 5 – 1    | Match amical | 0    | DZS/Team Truva |
| 4 | 26 novembre 2008 | Urk       | Slovaquie  | 3 – 2    | Match amical | 0    | DZS/Team Truva |
| 5 | 13 janvier 2009  | Utrecht   | Espagne    | 2 – 6    | Match amical | 0    | DZS/Team Truva |
| 6 | 14 janvier 2009  | Amsterdam | Espagne    | 1 – 5    | Match amical | 0    | DZS/Team Truva |
| 7 | 19 juin 2009     | Hangzhou  | Chine      | 3 – 5    | Match amical | 1    | Veerhuys/Desko |
| 8 | 20 juin 2009     | Hangzhou  | Japon      | 2 – 3    | Match amical | 0    | Veerhuys/Desko |
| 9 | 21 juin 2009     | Hangzhou  | Iran       | 4 – 3    | Match amical | 0    | Veerhuys/Desko |

| Résultat : - G = Match gagné - N = Match nul - P = Match perdu |

### Vlogs, interviews etTouzani TV: notoriété néerlandophone (2010-2019)
Se lançant avec détermination sur YouTube en partageant des vidéos d'apprentissage de freestyle, Soufiane Touzani embrasse rapidement une carrière de vidéaste en 2010. Fort de ses connaissances dans le monde du football et animé par le désir de s'investir dans quelque chose de plus vaste, il inaugure Touzani TV en 2011, visant à étendre sa communauté. En 2013, il réalise ses premiers vlogs freestyle avec Viktor Fischer et Youness Mokhtar. Il entame également des entrevues avec des joueurs professionnels, dont l'une des premières se déroule à Terrassa, en Espagne, lors de l'inauguration de la Cruyff Court (nl), présidée par Johan Cruyff et Xavi, en présence de Soufiane Touzani en 2014.

Malgré son absence d'expérience préalable dans ce domaine, Touzani réalise sa première interview de manière spontanée avec Xavi en espagnol, assisté ensuite par Johan Cruyff pour la traduction. Bien que certains internautes aient raillé cette interview jugée incompétente, Touzani redirige par la suite son parcours vers la communication et les entretiens professionnels.

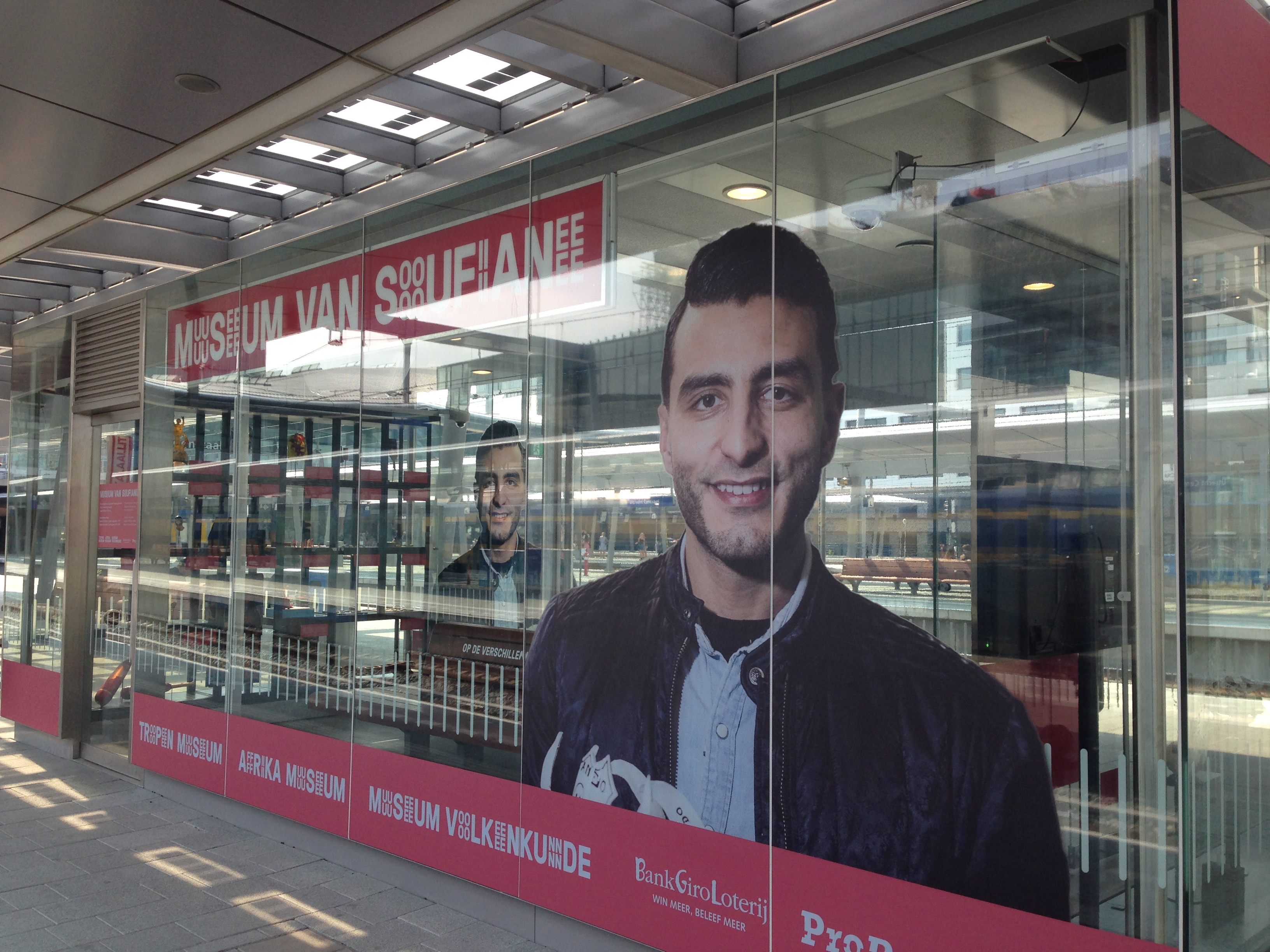
Musée de Soufiane Touzani à Utrecht (ici en 2017).

Plus tard, lors d'une interview, il déclare : « Mon père disait toujours que je pourrais exceller dans une seule chose au lieu de faire plusieurs choses à la fois. Cependant, lorsque quelqu'un me dit que quelque chose est impossible, cela me motive encore davantage. C'est pourquoi j'ai créé cette entreprise ; je peux y faire ce que je veux. Je suis le créateur de contenu, l'influenceur, le conférencier et je suis socialement engagé grâce à ma fondation. Avec l'école Touzani, j'essaie de rendre les jeunes plus ludiques et plus prometteurs, au sens le plus large du terme. ».
En 2015, il se rend à l'académie du Manchester City Football Club pour une session de jonglage avec les joueurs du club, dont David Silva, Sergio Agüero, et Fernandinho. Après que cette expérience ait été perçue comme un succès avec un nombre de 1,5 million de vues atteintes sur YouTube, Soufiane Touzani s'envole la même année vers plusieurs pays d'Europe pour réaliser des vlogs similaires, notamment à la Juventus FC, au Borussia Dortmund et au FC Twente.
De retour aux Pays-Bas, l'année 2016 représente un tournant majeur pour Soufiane Touzani, qui réussit à faire de sa chaîne l'une des plus regardées aux Pays-Bas. Il réalise des vlogs avec les plus grandes stars néerlandaises du football, parmi lesquelles Arjen Robben, Royston Drenthe, et Ruud van Nistelrooy,. Il publie également des vidéos freestyle en compagnie de Hakim Ziyech et Abdelhak Nouri dans les rues d'Amsterdam,. Dans la capitale néerlandaise, il poursuit sa série de visites dans les catégories juniors des grands clubs européens en se rendant à l'Ajax Amsterdam pour une nouvelle séance freestyle. Sur la scène européenne, il invite des personnalités telles que  Mario Balotelli, Jan Vertonghen, James Rodríguez, Pierre-Emerick Aubameyang, et Kevin-Prince Boateng dans Touzani TV, communiquant avec les joueurs en anglais.
En novembre 2018, à l'occasion d'un événement en hommage au Sahara marocain, plusieurs personnalités des Pays-Bas dont Soufiane Touzani, Clarence Seedorf (footballeur), Ali B (rappeur), Boef (rappeur), Najib Amhali (humoriste) ou Mimoun Oulad Radi (acteur), sont invités pour participer à un match de gala aux côtés de stars internationales dont Ronaldinho ou encore Rivaldo,.

### Lancement du FC Straat League (depuis 2020)
En 2021, Soufiane Touzani lance le projet FC Straat League, une compétition de football en ligne ayant pour mission d'améliorer les compétences des jeunes footballeurs évoluant dans les centres de formation des clubs néerlandais,.
Pour atteindre cet objectif, une attention particulière est portée non seulement à l'entraînement, mais également à la nutrition et à la relaxation. La FC Straat League offre aux garçons et aux filles une initiation au football de rue, les conduisant à s'affronter dans différentes catégories pour décrocher le titre de vainqueur de la FC Straat League. Lors de son émission FC Straat League, diffusée intégralement sur Touzani TV, plusieurs noms de clubs sont présents dans la compétition, dont Ayoub Ouarghi, surnommé Monster, jeune prodige du centre de formation du Feyenoord Rotterdam.
En janvier 2022, par le biais d'un communiqué de la Fédération royale néerlandaise de football (KNVB), la FC Straat League devient le partenaire officiel du Championnat d'Europe de futsal 2022 qui se déroule aux Pays-Bas. Grâce à son expérience du futsal, Soufiane Touzani réussit à établir un lien unique entre le jeu de rue et la salle. Touzani explique à propos de ce partenariat : « Grâce au partenariat avec l'Euro Futsal 2022, nous espérons faire découvrir le futsal aux jeunes et aux moins jeunes », précise-t-il. Il poursuit en disant : « Avec FC Straat, nous fournirons à nos suiveurs du contenu cool. En tant qu'ambassadeur du tournoi, j'ai déjà eu l'occasion d'accueillir le tirage au sort en octobre. Ensemble, nous allons assurer la croissance du futsal aux Pays-Bas ».
En avril 2023, à l'occasion de la fête du roi aux Pays-Bas et d'une visite exclusive du roi Willem-Alexander à Rotterdam, Soufiane Touzani se présente aux côtés du roi avec un ballon et réussit un panna (petit-pont),,. La vidéo devient rapidement virale sur les réseaux sociaux, partagée des milliers de fois et atteignant un million de vues en 24 heures.
En juin 2023, Jean Paul Decossaux, ancien directeur commercial de la KNVB, rejoint le projet FC Straat League en tant que conseiller stratégique.

## Personnalités surTouzani TV

### Footballeurs professionnels
À partir de 2013, sur sa chaîne ouverte en 2011 intitulé Touzani TV, Soufiane Touzani publie régulièrement des vlogs, filmant ses séances de freestyle ou des interviews avec des footballeurs professionnels de renom, dont les premiers avec Viktor Fischer et Youness Mokhtar. Plus tard, à l'aide de ses contacts dans le football, il participe à l'ouverture de la Cruyff Court (nl) à Terrassa en Espagne en compagnie de Johan Cruyff et Xavi.
Touzani n'accepte pas toujours immédiatement les invitations de célébrités, préférant attendre le moment approprié. Il partage une anecdote où il a refusé une rencontre avec Cristiano Ronaldo lors d'une conférence de presse, estimant que ce n'était pas le cadre idéal. Cependant, Touzani a finalement accepté l'invitation de Ronaldo à le rencontrer chez lui en 2017, où ils ont créé une vidéo ensemble dans sa villa personnelle.
- Johan Cruyff (2014)
- Anwar El-Ghazi (2015)
- Adam Maher (2015)
- Quincy Promes (2015)
- Brahim Darri (2016)
- Arjen Robben (2016)
- Abdelhak Nouri (2016)
- Royston Drenthe (2016)
- Davy Klaassen (2016)
- Jerson Cabral (2016)
- Riechedly Bazoer (2016)
- Ruud van Nistelrooy (2016)
- Kenny Tete (2016)
- Luc Castaignos (2016)
- Luuk de Jong (2017)
- Nigel de Jong (2017)
- Siem de Jong (2017)
- Frenkie de Jong (2017)
- Matthijs de Ligt (2017)
- Eljero Elia (2017)
- Georginio Wijnaldum (2017)
- Tonny Vilhena (2017)
- Bart Ramselaar (2017)
- Steven Bergwijn (2017)
- Steven Berghuis (2018)
- Clarence Seedorf (2018)
- Justin Kluivert (2018)
- Willem van Hanegem (2018)
- Wesley Sneijder (2020)
- Denzel Dumfries (2020)
- Leroy Fer (2020)
- Cody Gakpo (2020)
- Robin van Persie (2020)
- Mohamed Ihattaren (2020)
- Donny van de Beek (2020)
- Lieke Martens (2020)
- Frank de Boer (2021)
- Vivianne Miedema (2022)
- Jill Roord (2022)
- Jan Vertonghen (2016)
- Eden Hazard (2017)
- Yannick Carrasco (2017)
- Kevin De Bruyne (2017)
- Bacary Sagna (2015)
- Nicolas Isimat-Mirin (2015)
- Paul Pogba (2017)
- Gaël Clichy (2017)
- Hervé Renard (2018)
- Sami Khedira (2015)
- Shkodran Mustafi (2017)
- Xavi (2014)
- Álvaro Morata (2015)
- David Silva (2015)
- Jesús Navas (2015)
- Sergio Ramos (2017)
- Cristiano Ronaldo (2017)
- Mario Balotelli (2016)
- Viktor Fischer (2013)
- Christian Eriksen (2017)
- Fernandinho (2018)
- Ronaldinho (2018)
- Rivaldo (2018)
- David Neres (2020)
- Sergio Agüero (2015)
- Nicolás Tagliafico (2018)
- Hernán Crespo (2018)
- Javier Saviola (2018)
- Lionel Messi (2023)
- James Rodríguez (2016)
- Youness Mokhtar (2013)
- Hakim Ziyech (2016)
- Bilal Ould-Chikh (2016)
- Iliass Bel Hassani (2016)
- Karim El Ahmadi (2017)
- Yassine Bounou (2022)
- Bilal El Khannouss (2022)
- Ismael Saibari (2024)
- Martin Kayongo-Mutumba (2015)
- Pierre-Emerick Aubameyang (2016)
- Kevin-Prince Boateng (2016)
- Emmanuel Adebayor (2017)
- Yaya Touré (2017)
- André Onana (2019)

### Jeunes talents
- Xavi Simons (2017)
- Naci Ünüvar (2018)
- Hossein Zamani (2018)
- Joshua Zirkzee (2018)
- Daishawn Redan (2018)
- Shaqueel van Persie (2020)
- Ayoub Ouarghi (2022)
- Rayane Bounida (2017)
- Héritier Deyonge (2018)
- Ilyas Bouazzaoui (2020)
- Omari Hutchinson (2018)
- Karamoko Dembélé (2018)

### Passages dans les académies
Soufiane Touzani voyage vers de différents pays sous forme de vlogs en visitant les catégories des jeunes des grands clubs européens. Faisant une apparition avec l'équipe première de Manchester City FC en compagnie de Sergio Agüero et David Silva en 2015, il voyage durant la même année à Turin pour un vlog avec la catégorie U19 de la Juventus FC, et plus tard avec ceux du Borussia Dortmund. Il fait également d'autres passages : notamment au FC Twente (équipe senior), à l'Ajax Amsterdam (U12), à la Masia (U15), à Chelsea (U17), au Feyenoord Rotterdam (U19) et au Red Side Academy de Courtrai.
- FC Twente de Enschede (2015)
- Ajax Amsterdam d'Amsterdam (2016)
- PSV Eindhoven de Eindhoven (2017)
- Feyenoord Rotterdam de Rotterdam (2018)
- Red Side Academy de Courtrai (2023)
- Borussia Dortmund de Dortmund (2015)
- Manchester City Football Club de Manchester (2015)
- Chelsea Football Club de Londres (2018)
- Paris Saint-Germain de Paris (2018)
- La Masia de Barcelone (2016)
- Juventus Football Club de Turin (2015)
- Beşiktaş JK d'Istanbul (2018)

## Séances freestyles et style de jeu
En 2002, Soufiane Touzani s'illustre déjà par la création et l'innovation de plusieurs gestes techniques qu'il met en pratique lors de ses séances de freestyle, captivant un large public à travers ses vidéos partagées des millions de fois sur des plateformes telles que YouTube et Dailymotion au début des années 2000. Ses créations ne se limitent pas seulement à divertir, mais elles ont également un impact significatif, particulièrement auprès de la jeunesse sud-américaine. Cette dernière, inspirée par les prouesses de Soufiane Touzani, tente de reproduire ses gestes techniques dans les favelas du Brésil, d'Argentine ou encore de Colombie.
Au fil de sa carrière, marquée par une notoriété internationale considérable, Soufiane Touzani concrétise ses inventions en entreprenant des voyages à la rencontre de clubs juniors de football en Europe et de footballeurs professionnels. Ces expéditions visent à enregistrer des séances de football freestyle, lesquelles sont ensuite présentées sous forme de vlog. Ces vidéos, bien au-delà de leur aspect divertissant, deviennent un véritable moyen de partage et de diffusion des nouvelles tendances en matière de gestes techniques dans le monde du football freestyle. Le talent et la créativité de Touzani transcendent les frontières, influençant la manière dont le football est perçu et pratiqué, tant au niveau amateur que professionnel, à travers le monde. Soufiane Touzani devient ainsi une figure emblématique, non seulement pour son habileté technique exceptionnelle, mais également pour sa capacité à transcender les frontières culturelles grâce à sa passion pour le freestyle football.
Exemples de séances freestyles développés et expliqués par Soufiane Touzani :
-  Football freestyle  : « Le freesyle football consiste à faire un battle contre un adversaire. Prenons comme exemple un battle de break-dance. L'un provoque l'autre d'une manière amusante. ».
-  Panna 1 contre 1  : « C'est comparable au football freestyle. Tu cherches l'autre en te positionnant d'une certaine manière. Les deux hommes cherchent les troues pour pouvoir réaliser un petit pont. Il y a beaucoup de tactiques là-dedans en analysant comment l'adversaire se déplace. ».
| Inventions | Inventions inspirées | Reprises                    |
| - Touzani Around the World (TATW) - Double Around the World - Alternative TATW - De Schaar (le ciseau) - Trickpass - Akka's - Panna's - Toe Bounce & New Shizzle - Side Skirt & Crossover - Ass Bounce - Mouse Trap - Cross-Over 360 - Fake Vaantje & Slagboom - Flick Up - ZAZA & Smash & Timing Panna - ATW Hijskraan - Akka 3000 - Zoufzouf | - Cruijff Turn (inspiré par Johan Cruyff) - Knie Kraker (inspiré par Paul Pogba) - Super Guidetti (inspiré par John Guidetti) | - Götze & Dalil - Dirk Kuyt |

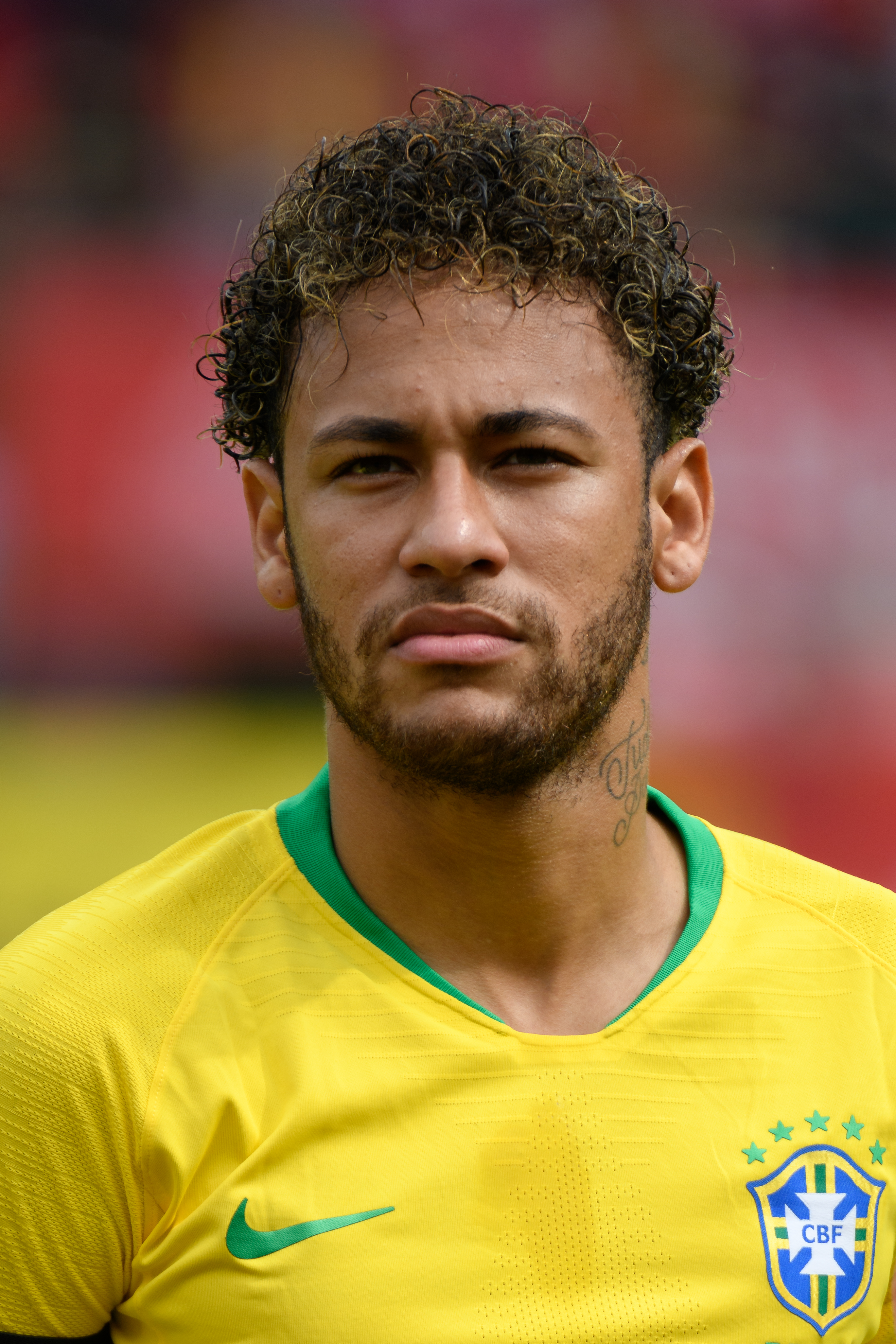
Neymar (ici en 2018) réalise des TATW à partir des années 2000.

Les débuts de Soufiane Touzani dans le freestyle, au début des années 2000, sont marqués par l'invention de la technique du tour du monde (TATW), suivi d'un double tour du monde, et ultérieurement d'une version inversée (de gauche à droite et de droite à gauche), le tout sans que le ballon ne touche le sol. Le "tour du monde" représente un geste technique où une jambe fait le tour du ballon sans que ce dernier n'entre en contact avec le sol. Cependant, un simple tour ne suffit pas à satisfaire l'ingéniosité de Touzani, qui élève le défi en introduisant le Double Around the World. En 2016, Andrew Henderson établit un record remarquable en réalisant 86 TATW, un exploit largement relayé par RMC Sport.
L'influence de Touzani se manifeste également à travers la création de nombreuses autres techniques de freestyle, ultérieurement adoptées dans le monde du football professionnel par des joueurs tels que Neymar ou Marcelo, tant lors des entraînements que des échauffements avant les matches. En dehors du domaine du football traditionnel, il inspire également des joueurs de freestyle tels que Mélody Donchet et Soufiane Bencok. À propos de ses inventions techniques, Soufiane Touzani déclare :« Mon but a toujours été de rester proche du football et de ne pas aller dans l'exagération, mais je trouve le flow très important. ».

## Récompenses et renommées

### Distinctions
Soufiane Touzani joue un rôle essentiel dans le succès du DZS/Team Truva, ayant contribué à la promotion en D2 néerlandaise en 2006 et démontrant ainsi sa constance et son influence dans le domaine. Son statut de Meilleur football freestyleur des Pays-Bas, obtenu en 2006, persiste encore aujourd'hui, témoignant de son talent exceptionnel dans le freestyle et de sa capacité à captiver les amateurs de football du monde entier avec ses prouesses techniques uniques. En 2007, son engagement indéfectible se traduit par la promotion du DZS/Team Truva en Eredivisie (nl) (futsal). Sa présence sur le terrain et son influence sur l'équipe contribuent à faire de lui un acteur clé dans le monde du futsal néerlandais. Le titre de meilleur buteur de l'Eredivisie (futsal) de la saison 2008, avec un total impressionnant de 52 buts, demeure une réalisation exceptionnelle pour Touzani. Sa capacité à marquer des buts et à exceller individuellement continue d'être reconnue dans le monde du futsal. Touzani démontre sa polyvalence en remportant la BeNeCup lors de la saison 2009-2010. Sa capacité à briller dans différentes compétitions souligne sa qualité exceptionnelle en tant que joueur de futsal.
En 2017, il est honoré du Marketing Award Rotterdam Aanstormend Talent (distinctions marketing des nouveaux talents de Rotterdam) décerné par le bourgmestre de la ville Ahmed Aboutaleb et témoignant de sa contribution exceptionnelle dans le domaine du marketing sportif. Sa capacité à se démarquer et à être reconnu pour son impact transcende les frontières du terrain de jeu. Classé en 2008 parmi les Néerlandais les plus influents de LinkedIn, Soufiane Touzani maintient sa présence numérique impactante, utilisant les réseaux sociaux comme une plateforme pour partager son amour du football avec le monde. Son succès persiste avec le prix Best Social Media Award (distinction du meilleur réseau social) dans la catégorie sport en 2020, soulignant son influence continue dans l'univers numérique et son talent à connecter avec les fans à travers les médias sociaux. En 2021, il est nommé au TABAC’s Gent of the Year 2021, ce qui confirme son statut en tant que personnalité influente qui transcende les frontières du sport.
- 2006 : Promotion en D2 néerlandaise de futsal avec le DZS/Team Truva
- 2006 : Meilleur football freestyleur des Pays-Bas[13].
- 2007 : Promotion en Eredivisie (nl) (futsal) avec le DZS/Team Truva
- 2008 : Meilleur buteur de l'Eredivisie (nl) (futsal) de la saison (52 buts)[1].
- 2010 : Vainqueur de la BeNeCup lors de la saison 2009-2010.
- 2017 : Vainqueur du Marketing Award Rotterdam Aanstormend Talent[54].
- 2018 : Dans le top 10 des Néerlandais les plus influents de LinkedIn[35].
- 2020 : Vainqueur du prix Best Social Media Award dans la catégorie sport[55].
- 2021 : Nommé au TABAC’s Gent of the Year 2021[4]

### Ambassadeur sportif
Depuis février 2008, Touzani est engagé en tant qu'ambassadeur pour l'organisation Rotterdam Sportstad. À partir de 2017, il a également endossé le rôle d'ambassadeur pour la Johan Cruyff Foundation (nl). En collaboration, ils s'efforcent de promouvoir le sport et le jeu chez les enfants, notamment sur les Cruyff Courts (nl). Leur engagement conjoint illustre leur dévouement envers le bien-être des jeunes à travers des initiatives qui favorisent l'activité physique et le jeu.

## Extra-sportif

### Humanitaire
En septembre 2023, après les événements du séisme au Maroc, Soufiane Touzani, en partenariat avec la Fondation Alkhattab des Pays-Bas, s'engage activement pour apporter soutien et espoir aux victimes du séisme dévastateur au Maroc. Unissant leurs forces, ils lancent une campagne de collecte de fonds afin de mobiliser des ressources essentielles pour répondre aux besoins urgents de ceux affectés.
Plus tard, il se rend au Maroc dans les lieux touchés et lance via ses réseaux sociaux un appel au don en partageant une vidéo émotionnelle, exprimant sans retenue ses émotions. Cette vidéo, où Touzani est visiblement ému, vise à attirer l'attention sur la situation des victimes et à solliciter un soutien. « Dans cette vidéo, je montre mes émotions pour que vous puissiez ressentir la douleur que je ressens ici, après avoir entendu tous ces récits. », explique Touzani dans la vidéo. Il poursuit : « Mais maintenant que je suis ici, dans ces zones sinistrées, je demande à chacun de faire un don. Pas seulement avec de l'argent, mais aussi avec des douâa (prières). », ajoute-t-il. L'appel au don rapporte au total plus de 150.000 euros.

### Commercial

#### Marques de vêtements

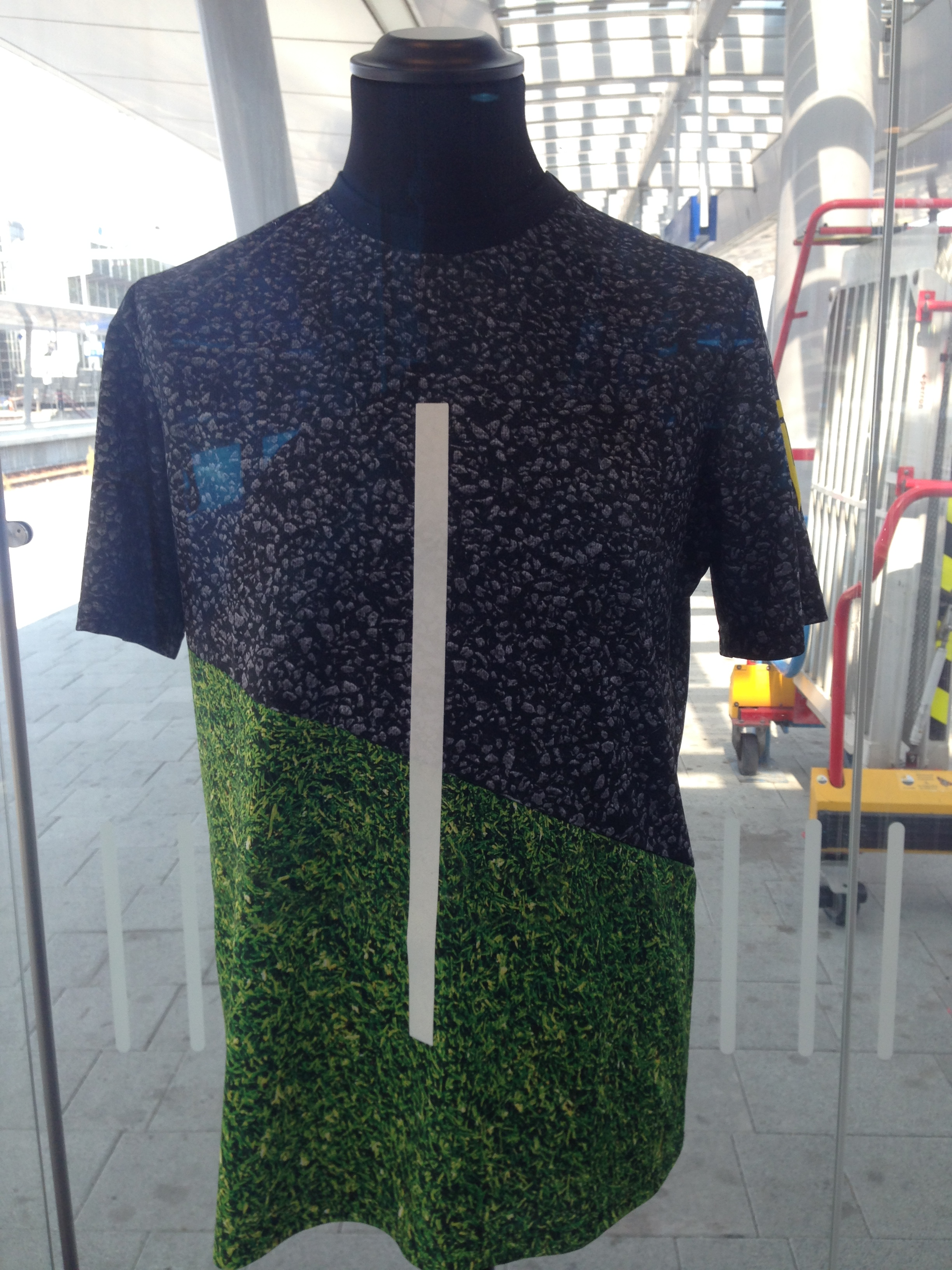
T-shirt TOUZANI dans le musée de Soufiane Touzani à Utrecht (ici en 2017).

En février 2021, Soufiane Touzani lance sa propre marque de vêtements nommée TOUZANI. Cette initiative a été conçue pour être présentée dans ses vidéos vlogs. La promotion principale de la marque est centrée sur sa participation à la compétition FC Straat League. La gamme de vêtements comprend deux collections distinctes : KOI et FC STRAAT.
En novembre 2021, Soufiane Touzani lance sa propre collection de vêtements appelée KOI. Cette initiative a été réalisée en collaboration avec Abderrahim 'Rahim' Nnafie, qui occupe les postes de fondateur et de directeur créatif au sein de la marque TOUZANI. L'article présente une interview avec Soufiane Touzani et Abderrahim Nnafie, abordant des sujets tels que le choix du nom de la collection, les détails sur leur collaboration, et leurs plans pour l'avenir.
La rencontre entre les deux fondateurs est facilitée par le footballeur de rue Soufiane Bencok, qui a vu en Rahim le partenaire idéal pour le projet de Touzani. Malgré leur courte connaissance, Soufiane souligne l'importance de la communication et du lien familial dans leur collaboration. Le choix du nom KOI est une décision de Rahim, saluant son humble contribution créative. Rahim, à son tour, exprime son appréciation pour la reconnaissance de Soufiane et partage l'importance de cette collaboration unique. La référence à la carpe koi dans le nom de la collection est expliquée par Soufiane, soulignant le symbolisme de la carpe koi nageant à contre-courant vers un objectif, une métaphore qui reflète l'approche de leur projet.
La marque de vêtement produit également des vêtements unisexes, une décision qualifiée d'organique par Soufiane. Il explique que cela a toujours été la norme pour ses collaborations précédentes et pour sa propre collection, mettant en avant le fait que la vidéo promotionnelle de KOI met en lumière la relation entre parents et enfants sans distinction de genre.
En ce qui concerne les projets futurs pour la marque TOUZANI, Soufiane exprime son désir de construire un héritage plutôt que de rechercher des biens matériels extravagants. Il mentionne son ambition d'obtenir une reconnaissance mondiale pour le football de rue, évoquant également son travail acharné pour développer son propre studio de production et créer des productions de qualité.

#### Partenariats
ING et le football sont étroitement liés depuis de nombreuses années. Depuis 1996, ING sponsorise le football néerlandais et la Fédération royale néerlandaise de football (KNVB). En 2016, Soufiane Touzani présente l'idée de créer une chaîne YouTube exclusive pour ING, avec Soufiane Touzani comme créateur de contenu. À l'époque, il s'agissait d'une initiative exceptionnelle, compte tenu de la nature toujours active et durable de ce projet.
Soufiane Touzani a réussi à convaincre ING de la valeur ajoutée de ce projet durable, et c'est ainsi que la chaîne YouTube ING Only Football a vu le jour. Il s'agit d'une démarche audacieuse de la part d'ING, étant donné qu'il n'y avait encore que peu de cas dans le monde démontrant le succès d'une chaîne YouTube exclusive de marque.
L'un des indicateurs clés de performance (KPI) établis était d'atteindre 25 000 abonnés après 1 an. Grâce à la stratégie de contenu de TouzaniFC, la chaîne comptait déjà 22 500 abonnés après 3 semaines, avec des vidéos de haute qualité et une moyenne de 100 000 vues organiques par vidéo, ainsi qu'un fort engagement,.
TouzaniFC est responsable de la stratégie de contenu, de la création, et produit plus de 45 vidéos chaque année. En 2019, 23 vidéos étaient en tendance sur YouTube. À partir de 2020, des vidéos ING Only Football sont également diffusées sur Touzani TV.

### Engagement sociétal

#### Discrimination
En interview en 2009 avec la Fédération royale néerlandaise de football (KNVB), Soufiane Touzani lève un point important de la société, voulant devenir un modèle et déclare : « Beaucoup de choses sont dites et écrites sur les Marocains. Il est clair que certains font des choses qui ne sont pas correctes. Nous ne devons pas fermer les yeux sur cela. Cependant, je trouve dommage que l'accent soit trop mis sur les Marocains en tant que groupe. Ce n'est pas juste. Cela crée une certaine image qui est difficile à effacer. ».
La nouvelle selon laquelle la carrière des Marocains est en plein essor réjouit Touzani. « J'aime regarder le côté positif et me baser sur mes propres expériences. Sur le plan de la culture et de l'origine, je suis Marocain. Tout autour de cela, c'est néerlandais. Cela me stimule à réajuster la perception des Marocains. Je veux faire entendre une voix différente. Conscient que j'ai un rôle modèle. ».

#### Footballeurs binationaux: Choix international
Dans le paysage complexe des footballeurs binationaux, Soufiane Touzani, influent aux Pays-Bas sur ce sujet, offre un aperçu intéressant de sa perspective personnelle sur le choix international. Dans une conversation avec le rappeur ICE, également connu sous le nom de Khalid Alterch, Touzani aborde la question délicate de la loyauté footballistique des joueurs d'origine marocaine aux Pays-Bas.
Si Soufiane Touzani avait été un footballeur professionnel et avait eu le choix entre une carrière internationale avec les Pays-Bas ou le Maroc, il déclare qu'il opterait pour le pays d'Afrique du Nord. Cette déclaration éclaire la dualité complexe que vivent de nombreux footballeurs binationaux face au dilemme du choix international. Des joueurs comme Noussair Mazraoui et Hakim Ziyech, nés aux Pays-Bas, ont déjà intégré l'équipe nationale marocaine.
Touzani, bien que penché vers le choix du Maroc, souligne la complexité de la décision. Il admet que la question n'est pas aussi simple qu'un choix immédiat en faveur du Maroc. Il explique : « Pour certains, il est facile de choisir entre les Pays-Bas et le Maroc, pour d'autres, cela serait très difficile. Pour ma part, par exemple, je ne pourrais pas dire aveuglément : boom, le Maroc. Je pense que je finirais par faire ce choix, mais je ne prendrais pas cette décision à la légère : je ne dirais pas, je vais aveuglément pour le Maroc. ».
Cette discussion, qui a lieu dans le documentaire Superleeuwen : Het Marokkaanse voetbalsprookje et diffusé sur la chaine de télévision NPO 3, met en lumière la complexité et les dilemmes auxquels sont confrontés les footballeurs binationaux lorsqu'ils font face à la décision cruciale de représenter leur pays de naissance ou celui de leurs origines familiales. Les pressions sociales et les attentes qui accompagnent ce choix délicat suscitent une réflexion approfondie de la part de ceux qui se trouvent dans cette position unique.

### Apparition dans les clips et musiques
Touzani était également actif en tant que rappeur. En collaboration avec Borwnie Dutch, il a sorti le titre Viva Oranje en préparation de l'Euro 2012 pour l'émission Zappsport de la TROS. Avec Ali B, il a créé le titre Baas in mij. La chanson Superhelden est une composition dédiée à Johan Cruyff, qu'il a réalisée au nom de la Johan Cruyff Foundation (nl). En outre, il a publié la chanson Net als mij.
Touzani a également marqué sa présence dans l'industrie musicale en apparaissant dans plusieurs clips. En 2009, on le voit notamment dans le clip d'Appa feat. Douzi intitulé Ana Maghrabi en train de pratiquer du football freestyle. En 2013, il fait une apparition dans le clip de Borrelnootjez feat. H-Kayne intitulé Panthera Leo Leo. En 2018, il enrichit son parcours musical en figurant dans le clip d'Ali B feat. R3hab, Cheb Rayan et Numidia (nl), intitulé DANA, composée dans le but de promouvoir l'équipe du Maroc pour la Coupe du monde 2018.

### Apparitions à la télévision
Parallèlement, Touzani est devenu de plus en plus célèbre en tant que vlogger et a également travaillé pour la télévision. Entre 2011 et 2013, il a présenté des segments pour l'émission Zappsport de la TROS. De 2013 à 2015, il a animé une rubrique régulière dans le quiz comique sur le football, Koning Voetbal, présenté par Jack Spijkerman (nl). Une vidéo sur sa chaîne datant de 2016, où Touzani taquine Pierre-Emerick Aubameyang, a été visionnée plus de 2,6 millions de fois. En 2017, il a eu sa propre émission de télévision, Tiki Taka Touzani, sur RTL 7.
Pendant la Coupe du monde féminine 2019, Touzani a présenté sur YouTube Touzani & De Oranjeleeuwinnen, dans lequel il a relevé plusieurs défis avec les filles/femmes de l'équipe des Pays-bas féminine. Celui qui perdait le défi recevait une pique à l'oreille. L'émission entre dans le cadre de la promotion de l'équipe des Pays-Bas féminine, en collaboration avec ING et la Fédération royale néerlandaise de football (KNVB).
Par ailleurs, ayant signé un contrat avec la fédération néerlandaise, Touzani apparaît régulièrement sur la chaîne officielle de la fédération (KNVB) et de l'ING Only Football pour encourager davantage d'enfants à jouer au football dans la rue et à rester actifs. Il recherche des jeunes talents du football de rue et relève des défis avec eux. Lors de la Coupe du monde 2022, il devient le présentateur officiel de la sélection néerlandaise et devient le présentateur en direct de la chaîne de télévision NOS.

### Filmographie

#### Séries télévisées
Soufiane Touzani est également à l'honneur dans une série télévisée qui lui est dédiée, produite par Camiel Schouwenaar. Cette série captivante, intitulée "De Touzani Cup," met en scène les péripéties de deux amis de 12 ans, Dylan et Youssef, dont le seul objectif est de remporter la prestigieuse Touzani Cup. Seul le meilleur des deux amis les rapprochera de leur rêve ultime : devenir footballeurs professionnels.
L'intrigue se développe avec l'aide précieuse de Soufiane Touzani, la grande idole de Dylan, un optimiste inébranlable qui affirme que tout est possible si l'on persévère. La série met en avant la relation spéciale entre Soufiane Touzani et les deux jeunes protagonistes, illustrant le pouvoir de la persévérance, de l'amitié et de la passion pour le football. La série, connaissant également la participation des acteurs Martijn Fischer, Walid Benmbarek et Maartje van de Wetering, est publiée en intégralité sur Netflix,.
- 2022 : Strijder (nl) publié sur Netflix : Soufiane Touzani[81]
- 2023 : Dream School (nl) diffusé sur NPO 3 : Freestyleur

#### Web-séries
En novembre 2019, Touzani a participé à la série télévisée en ligne Het Jachtseizoen (nl) de StukTV (nl) (et diffusé plus tard sur Veronica et SBS6), dans laquelle il a réussi à s'échapper,.
- 2019 : Het Jachtseizoen (nl) diffusé sur Veronica et SBS6 : Soufiane Touzani

#### Late-night shows
- 2012 : Pauw & Witteman (nl) diffusé sur NPO 1 : Freestyleur
- 2013 : RTL Late Night (nl) diffusé sur RTL 4: Soufiane Touzani
- 2020 : Op1 (nl) diffusé sur NPO 1 : Soufiane Touzani
- 2020 : M (nl) diffusé sur NPO 1 : Soufiane Touzani
- 2020 : De vooravond (nl) diffusé sur NPO 1 : Soufiane Touzani
- 2021 : HLF8 (nl) diffusé sur SBS6 : Soufiane Touzani
- 2021 : Khalid & Sophie (nl) diffusé sur NPO 1 : Soufiane Touzani
- 2022 : Renze (nl) diffusé sur RTL 4 : Soufiane Touzani
- 2022 : Beau (nl) diffusé sur RTL 4 : Soufiane Touzani

#### Documentaires
- Superleeuwen : Het Marokkaanse voetbalsprookje réalisé par Khalid Alterch et diffusé en exclusivité sur NPO 3 à partir du 26 juin 2023[84]

### Vie privée
Soufiane Touzani est marié et a trois enfants. Lorsqu'il emménage, il fait vivre son père biologique avec lui. Soufiane se considère musulman pratiquant.

### Citations
« La victoire elle est bonne si la défaite fait mal. »

### Sources
- Christophe Sidiguitiebe, « Sami Khedira défie le freestyler marocain Soufiane Touzani », Telquel,‎ 18 octobre 2015 (lire en ligne)
- « Football : Mario Balotelli humilié par un champion de freestyle », Ouest-France,‎ 28 janvier 2016 (lire en ligne)
- Christophe Da Silva, « Quand De Bruyne rencontre un freestyler, ça fait mal », 7sur7,‎ 31 août 2017 (lire en ligne)
- « Soufiane Touzani, le roi des freestylers: "Thierry Henry est venu me serrer la main" », La DH Les Sports+,‎ 25 février 2020 (lire en ligne)